# Dayah Nibong
Dayah Nibong is een bestuurslaag in het regentschap Aceh Utara van de provincie Atjeh, Indonesië. Dayah Nibong telt 378 inwoners (volkstelling 2010).